# TV교과서 학교야 놀자
《TV교과서 학교야 놀자》는 2003년 11월 3일부터 2004년 4월 26일까지 방송되었던 교양 프로그램이다.

## 기획 의도
교과서를 통해 학창시절의 아련한 추억을 떠올리게 하고 우리가 몰랐던 교과서의 모든 것을 알려주는 교양 프로그램이다.

## 프로그램 내용
- 학창시절 교과서에서 본 이야기들, 지식들, 그 진실은 무엇일까? 스튜디오에서 패널들 등과 함께 취재물을 보면서 교과서 속 지혜와 진실에 대해 이야기 나눈다.
  - 1교시 '공부의 왕도' : 학교야 놀자 <공부의 왕도>는 공부 고수들의 남다른 공부 비법을 알아보고자 한며, 이와 더불어 암울한 교육 현실에 꿈을 잃고 신음하는 아이들과 학부모님들께 참된 교육이 무엇이고 참된 공부란 무엇인지 다시한번 생각하는 시간을 가져본다.
  - 2교시 - 수사 계장 김경식 : 어렸을 적 누구나 한번쯤은 자신이 '셜록 홈즈'와 '괴도 루팡'과 같은 명탐정이 되어 미궁에 빠져 있는 사건을 해결하는 상상을 하게 된다며, 누구나 관심있는 탐정물과 교과서의 절묘한 조화 '수사계장 김경식!' '수사계장 김경식'은 교과서에 실린 과학 이론에 근거와 문제 해결 과정을 통해 과학적인 지식을 습득과 동시에 단순해 보이지만 묘하게 얽혀있는 사건을 통해 지적인 스릴을 느껴보고자 한다.
  - 나머지 수업 - 애니메이션 '교과서 이야기' : 교과서에서 나오는 교훈적, 감동적인 이야기를 여러 가지 기법을 이용, 시청자들에게 감동, 생각 할 수 있는 시간 등을 갖게 한다.

## 결방 안내
2004년
- 3월 1일 : 2부작 특집드라마 《바람의 노래》 편성으로 인한 결방[2]
- 3월 29일 : 한국프로농구 2003-04 챔피언결정전 《전주 KCC 이지스 VS 원주 TG삼보 엑써스》 중계방송으로 인한 결방

## 참고 사항
- 해당 프로그램이 신설되면서 주주클럽은 2003년 11월 8일부터 2004년 10월 30일까지 KBS 1TV에서 매주 토요일 오후 5시 10분에 방송되었는데 당시 이 프로그램과 경쟁인 KBS 2TV 쇼 파워 비디오의 공동 진행자였던[3] 김경식은 <TV 교과서 학교야 놀자> 공동 진행자였다.[4]